# وحلقت الطيور نحو الشرق (مسلسل)
و حلقت الطيور نحو الشرق مسلسل تلفزيوني مصري أنتج عام 2002 إخراج هاني إسماعيل وبطولة فتحي عبد الوهاب ونورهان وخالد زكي والفنانة هدى سلطان.

## القصة
تدور أحداث المسلسل حول عمليات التجسس المصرية على إسرائيل إبان حرب أكتوبر 1973 حيث تزرع المخابرات المصرية مصطفى ومديحة داخل المجتمع الإسرائيلي بإحلالهما محل مهاجر سوفيتي وزوجته خلال سفر مجموعات من اليهود السوفيت للوطن المزعوم، يعمل مصطفى في سنترال عمومي وتعمل مديحة بإحدى المدارس ومن خلال عملهما يجري جمع العديد من المعلومات عن المطارات والقواعد الجوية لمساعدة المخابرات العامة المصرية من خلال إمدادها بالعديد من المعلومات السرية الهامة والتي كانت في غاية الخطورة بالنسبة للجيش الإسرائيلي وقد تسبب حصول المخابرات المصرية على مثل تلك المعلومات الخطيرة في سرية ودقة التخطيط لحرب أكتوبر.

## بطولة
- فتحي عبد الوهاب: مصطفي الحسيني/ فلاديمير إلياهو
- نورهان: مديحة الصاوي/ مديحة الحسيني/ مارتا فلاديمير إلياهو

رجال المخابرات المصرية
- خالد زكي: (أبو هشام) شريف
- أحمد خليل: إبراهيم
- شريف صبري: صلاح
- صبحي خليل: سيد توفيق
- عصام شاهين: محمود
- فايق عزب

أسرة الحسيني ومديحة
- هدى سلطان: أم مصطفى وسامح الحسيني
- إبراهيم يسري: سامح الحسيني
- لمياء حميدو: عايشة
- عزيزة راشد: أم مديحة

الأسرائيليون
- فهمي الخولي: مخابرات
- رزيق البهنساوي: توماس رزيق
- وحيد السنباطي: بنيامين
- مجدي عبد الوهاب: دوريلاو
- ريم البارودي : مريم شمعون

الجيش الأسرائيلي
- أحمد فؤاد سليم: رئيس الأركان
- محمد أحمد:
- علي حسنين: موشى